# Vezzano sul Crostolo
Vezzano sul Crostolo är en ort och kommun i provinsen Reggio Emilia i regionen Emilia-Romagna i Italien. Kommunen hade 4 237 invånare (2018).